# 新世界 (FLOWの曲)
「新世界」（しんせかい）は、FLOWのメジャー35枚目、通算39枚目のシングル。2021年1月13日にSACRA MUSICから発売。

## 背景とリリース
前作「音色/Break it down」から2年3ヶ月ぶりのシングルで、2021年第1弾シングル。また、所属レーベルをSACRA MUSICに移してから初のシングルでもある。
表題曲はテレビアニメ『シャドウバース』（テレビ東京系列）の2代目オープニングテーマ曲で、オンエアが開始された2020年10月6日に先行配信が開始され、年をまたいだ2021年1月13日に初回生産限定盤（VVCL 1676/77/78）と通常盤（VVCL 1679）の2形態でCDリリースされた。初回限定盤は後述のMVを収録したBlu-ray DiscとFLOWのロゴ入り手袋、アニメ主人公の竜ヶ崎ヒイロ（声優は梶原岳人）が描かれたワイドラベルステッカーが同梱されている。
ジャケットデザインはとまりみやが担当。地球儀を模した丸い花々（初回限定盤は赤、通常盤は青）を人の手が包むというコラージュ作品で、「愛情」や「夢」を持って新たな世界へ挑戦していく想いが込められている。

## 収録内容

### 通常盤
作曲：TAKESHI ASAKAWA　編曲：FLOW
1. 新世界 [3:56]
作詞：KOHSHI ASAKAWA
  - テレビ東京系アニメ『シャドウバース』第2弾オープニングテーマ。
2. 衝動 [3:17]
作詞：KOHSHI ASAKAWA & KEIGO HAYASHI
  - オンラインライブシリーズ『FLOW SPECIAL ONLINE LIVE 全アルバム網羅 炎の12ヶ月』のvol.1にて「新曲」のタイトルで初披露された楽曲[7]。歌詞を若干変更した最終バージョンは、同ライブシリーズのvol.2で初披露された[8]。
3. 新世界 (Instrumental) [3:56]
4. 衝動 (Instrumental) [3:12]

### 初回生産限定盤

#### DISC1（CD）
1. 新世界 [3:56]
2. 衝動 [3:17]
3. 新世界 -TV Size- [1:32]
4. 新世界 -TV Size Inst.- [1:29]

#### DISC2（Blu-ray）
1. 「新世界」-Music Video-
  - ミュージックビデオの監督はスミス[9]。過去に「常夏エンドレス」、「愛愛愛に撃たれてバイバイバイ」、「INNOSENSE」の監督を担当した。
  - 内容はメンバーがハートリー・ジャクソンとプロレス対決するもので[10]、スミス曰く「撮影後はメンバー全員がヘトヘトになっていた」とのこと[9]。
2. 「新世界」-Music Video Making-
3. ＜TVアニメ「シャドウバース」＞ノンクレジット オープニング映像

## 収録アルバム
オリジナル
- 『Voy☆☆☆』 (#1,#2)